# سي شيل

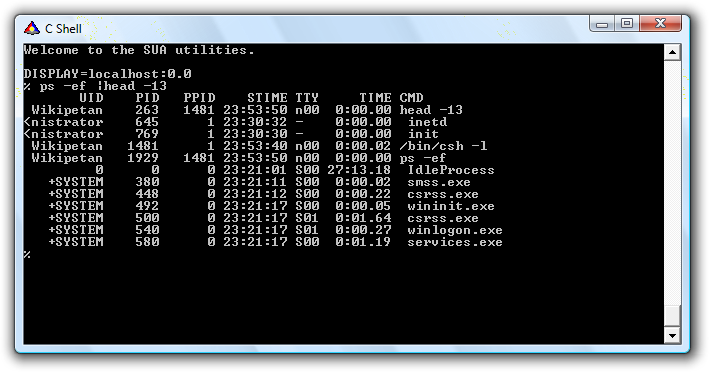
سي شيل يعمل على خدمات ويندوز ليونكس (Windows Services for UNIX)

سي شيل أو C shell عبارة عن شل يونكس تم إنشاؤه بواسطة بيل جوي عندما كان طالب دراسات عليا في جامعة كاليفورنيا ، بيركلي في أواخر السبعينيات. تم توزيعه على نطاق واسع ، بدءاً من إصدار 2BSD من توزيعة برمجيات بيركلي الذي وزعه جوي لأول مرة في عام 1978.   المساهمون الأوائل الآخرون في الأفكار أو الكود هم مايكل أوبل وإريك ألمان ومايك أوبراين وجيم كولب. 
يتميز سي شيل بتوفير العديد من الميزات المفيدة للمستخدمين، بما في ذلك القدرة على تعريف المتغيرات وإنشاء الدوال وإدارة العمليات والملفات والمجلدات. ويستخدم سي شيل أيضًا لتشغيل البرامج المختلفة والأوامر وإدارة الشبكات والاتصالات.
بالإضافة إلى سي شيل، هناك أيضاً نظام لغة سطر الأوامر تم تطويره باللغة البرمجية سي++ ويسمى باسم "Tcsh". ويتميز Tcsh بتوفير المزيد من الميزات والوظائف المفيدة للمستخدمين، بما في ذلك دعم الأوامر التفاعلية وإدارة الأشكال الخاصة وتحليل الأوامر بشكل أسرع.
1. ↑  وصلة مرجع: http://bxr.su/n/bin/csh/csh.c. الناشر: نت بي إس دي.
2. ↑  وصلة مرجع: http://bxr.su/o/bin/csh/csh.c. الناشر: أوبن بي إس دي.
3. ↑  الوصول: 6 أبريل 2025.
4. ↑  "tcsh-6.19.00 – extended C-shell with many useful features (Canadian English)". اطلع عليه بتاريخ 2015-12-24.
5. ↑  Harley Hahn, Harley Hahn's Guide to Unix and Linux. نسخة محفوظة 2023-04-22 على موقع واي باك مشين.
6. ↑  Berkeley Engineering Lab Notes, Volume 1, Issue 2, October 2001 نسخة محفوظة 9 July 2010 على موقع واي باك مشين..
7. ↑  An Introduction to the C shell نسخة محفوظة 13 July 2018 على موقع واي باك مشين. by Bill Joy.